# بئاتریس ادویژ
بئاتریس ادویژ (فرانسوی: Béatrice Edwige‎؛ زادهٔ ۳ اکتبر ۱۹۸۸) بازیکن هندبال اهل فرانسه است.